# Course en ligne masculine aux championnats du monde de cyclisme sur route 2024
La course en ligne masculine aux championnats du monde de cyclisme sur route 2024 a lieu le dimanche 29 septembre 2024 entre Winterthour et Zurich, en Suisse, sur une distance de 273,9 kilomètres.

## Parcours
Partant de Winterthour dans le canton de Zurich, le championnat est constitué en première partie d'un parcours en ligne de 85,9 km menant à un premier passage sur la ligne d'arrivée sur la Sechseläutenplatz (de) de Zurich. Ensuite, les coureurs accomplissent sept fois le circuit local d'une longueur de 26,850 km et d'un dénivelé de 409 mètres. Ce circuit vallonné comporte plusieurs montées comme, après 2 kilomètres, la Zürichbergstrasse, une côte de 800 mètres à une moyenne de 8,6 % se terminant par un court passage à 15,9 %. La côte suivante est la Witikonerstrasse, une côte de 1 kilomètre à une moyenne de 8 %. La fin de ce circuit est plus plate hormis la courte montée de Zumikon (800 mètres à 3.6 %) et longe le lac de Zurich avant de rentrer en ville.

## Favoris
D'après le site velofute.com, les dix favoris sont dans l'ordre : le Slovène Tadej Pogačar, le Belge Remco Evenepoel (champion du monde 2022), le Néerlandais Mathieu van der Poel (champion du monde 2023), le Suisse Marc Hirschi, l'Espagnol Pello Bilbao, l'Américain Matteo Jorgenson, l'Espagnol Juan Ayuso, le Français Julian Alaphilippe (champion du monde 2020 et 2021), le Danois Mattias Skjelmose et l'Australien Michael Matthews.

## Classement
| \| Classement général \| Classement général \| Classement général \| Classement général \| Classement général \| \| Coureur \| Coureur \| Pays \| Équipe \| Temps \| \| ------------------ \| -------------------- \| ------------------ \| ------------------ \| ------------------ \| \| 1er \| Tadej Pogačar \| Slovénie \| Slovénie \| 6 h 27 min 30 s \| \| 2e \| Ben O'Connor \| Australie \| Australie \| + 34 s \| \| 3e \| Mathieu van der Poel \| Pays-Bas \| Pays-Bas \| + 58 s \| \| 4e \| Toms Skujiņš \| Lettonie \| Lettonie \| + 58 s \| \| 5e \| Remco Evenepoel \| Belgique \| Belgique \| + 58 s \| \| 6e \| Marc Hirschi \| Suisse \| Suisse \| + 58 s \| \| 7e \| Ben Healy \| Irlande \| Irlande \| + 1 min 00 s \| \| 8e \| Enric Mas \| Espagne \| Espagne \| + 1 min 01 s \| \| 9e \| Quinn Simmons \| États-Unis \| États-Unis \| + 2 min 18 s \| \| 10e \| Romain Bardet \| France \| France \| + 2 min 18 s \| \| 11e \| Roger Adrià \| Espagne \| Espagne \| + 2 min 18 s \| \| 12e \| Bauke Mollema \| Pays-Bas \| Pays-Bas \| + 2 min 18 s \| \| 13e \| Mads Pedersen \| Danemark \| Danemark \| + 3 min 52 s \| \| 14e \| Markus Hoelgaard \| Norvège \| Norvège \| + 3 min 52 s \| \| 15e \| Georg Zimmermann \| Allemagne \| Allemagne \| + 3 min 52 s \| \| 16e \| Oscar Onley \| Royaume-Uni \| Grande-Bretagne \| + 3 min 52 s \| \| 17e \| Brandon McNulty \| États-Unis \| États-Unis \| + 3 min 52 s \| \| 18e \| Jai Hindley \| Australie \| Australie \| + 3 min 52 s \| \| 19e \| Kevin Vermaerke \| États-Unis \| États-Unis \| + 3 min 52 s \| \| 20e \| Mathias Vacek \| Tchéquie \| Tchéquie \| + 3 min 52 s \| |                      |             |                 |                 |
| |                      |             |                 |                 |
| |                      |             |                 |                 |
| Classement général |                      |             |                 |                 |
| Coureur | Coureur              | Pays        | Équipe          | Temps           |
| 1er | Tadej Pogačar        | Slovénie    | Slovénie        | 6 h 27 min 30 s |
| 2e | Ben O'Connor         | Australie   | Australie       | + 34 s          |
| 3e | Mathieu van der Poel | Pays-Bas    | Pays-Bas        | + 58 s          |
| 4e | Toms Skujiņš         | Lettonie    | Lettonie        | + 58 s          |
| 5e | Remco Evenepoel      | Belgique    | Belgique        | + 58 s          |
| 6e | Marc Hirschi         | Suisse      | Suisse          | + 58 s          |
| 7e | Ben Healy            | Irlande     | Irlande         | + 1 min 00 s    |
| 8e | Enric Mas            | Espagne     | Espagne         | + 1 min 01 s    |
| 9e | Quinn Simmons        | États-Unis  | États-Unis      | + 2 min 18 s    |
| 10e | Romain Bardet        | France      | France          | + 2 min 18 s    |
| 11e | Roger Adrià          | Espagne     | Espagne         | + 2 min 18 s    |
| 12e | Bauke Mollema        | Pays-Bas    | Pays-Bas        | + 2 min 18 s    |
| 13e | Mads Pedersen        | Danemark    | Danemark        | + 3 min 52 s    |
| 14e | Markus Hoelgaard     | Norvège     | Norvège         | + 3 min 52 s    |
| 15e | Georg Zimmermann     | Allemagne   | Allemagne       | + 3 min 52 s    |
| 16e | Oscar Onley          | Royaume-Uni | Grande-Bretagne | + 3 min 52 s    |
| 17e | Brandon McNulty      | États-Unis  | États-Unis      | + 3 min 52 s    |
| 18e | Jai Hindley          | Australie   | Australie       | + 3 min 52 s    |
| 19e | Kevin Vermaerke      | États-Unis  | États-Unis      | + 3 min 52 s    |
| 20e | Mathias Vacek        | Tchéquie    | Tchéquie        | + 3 min 52 s    |

## Liste des participants
| Pays-Bas NED | Pays-Bas NED         | Pays-Bas NED |
| ------------ | -------------------- | ------------ |
| Num          | Coureur              | Pos          |
| 1            | Mathieu van der Poel | 3e           |
| 2            | Sjoerd Bax           | AB           |
| 3            | Daan Hoole           | AB           |
| 4            | Wilco Kelderman      | 31e          |
| 5            | Bart Lemmen          | AB           |
| 6            | Bauke Mollema        | 12e          |
| 7            | Sam Oomen            | 49e          |
| 8            | Oscar Riesebeek      | AB           |
| 9            | Frank van den Broek  | AB           |

| Belgique BEL | Belgique BEL       | Belgique BEL |
| ------------ | ------------------ | ------------ |
| Num          | Coureur            | Pos          |
| 10           | Remco Evenepoel    | 5e           |
| 11           | Tiesj Benoot       | AB           |
| 12           | Victor Campenaerts | AB           |
| 13           | Laurens De Plus    | AB           |
| 14           | Quinten Hermans    | AB           |
| 15           | Jasper Stuyven     | AB           |
| 16           | Maxim Van Gils     | 51e          |
| 17           | Tim Wellens        | AB           |

| Slovénie SLO | Slovénie SLO   | Slovénie SLO |
| ------------ | -------------- | ------------ |
| Num          | Coureur        | Pos          |
| 18           | Matevž Govekar | AB           |
| 19           | Luka Mezgec    | AB           |
| 20           | Matic Žumer    | AB           |
| 21           | Domen Novak    | AB           |
| 22           | Tadej Pogačar  | 1er          |
| 23           | Jaka Primožič  | AB           |
| 24           | Primož Roglič  | 64e          |
| 25           | Jan Tratnik    | AB           |

| Espagne ESP | Espagne ESP      | Espagne ESP |
| ----------- | ---------------- | ----------- |
| Num         | Coureur          | Pos         |
| 26          | Roger Adrià      | 11e         |
| 27          | Alex Aranburu    | 58e         |
| 28          | Juan Ayuso       | 26e         |
| 29          | Pello Bilbao     | AB          |
| 30          | Pablo Castrillo  | 62e         |
| 31          | Mikel Landa      | AB          |
| 32          | Enric Mas        | 8e          |
| 33          | Carlos Rodríguez | 59e         |

| Italie ITA | Italie ITA        | Italie ITA |
| ---------- | ----------------- | ---------- |
| Num        | Coureur           | Pos        |
| 34         | Andrea Bagioli    | AB         |
| 35         | Mattia Cattaneo   | 63e        |
| 36         | Giulio Ciccone    | 25e        |
| 37         | Lorenzo Rota      | 43e        |
| 38         | Antonio Tiberi    | 69e        |
| 39         | Diego Ulissi      | 48e        |
| 40         | Edoardo Zambanini | 45e        |
| 41         | Filippo Zana      | 66e        |

| Danemark DEN | Danemark DEN        | Danemark DEN |
| ------------ | ------------------- | ------------ |
| Num          | Coureur             | Pos          |
| 42           | Jakob Fuglsang      | AB           |
| 43           | Mikkel Honoré       | 52e          |
| 44           | Mattias Skjelmose   | AB           |
| 45           | Kasper Asgreen      | AB           |
| 46           | Magnus Cort Nielsen | 24e          |
| 47           | Mads Pedersen       | 13e          |
| 48           | Michael Valgren     | AB           |
| 49           | Frederik Wandahl    | 23e          |

| France FRA | France FRA         | France FRA |
| ---------- | ------------------ | ---------- |
| Num        | Coureur            | Pos        |
| 50         | Julian Alaphilippe | AB         |
| 51         | Romain Bardet      | 10e        |
| 52         | Julien Bernard     | AB         |
| 53         | David Gaudu        | 33e        |
| 54         | Romain Grégoire    | 38e        |
| 55         | Valentin Madouas   | 22e        |
| 56         | Rudy Molard        | 61e        |
| 57         | Pavel Sivakov      | 35e        |

| Grande-Bretagne GBR | Grande-Bretagne GBR | Grande-Bretagne GBR |
| ------------------- | ------------------- | ------------------- |
| Num                 | Coureur             | Pos                 |
| 58                  | Mark Donovan        | AB                  |
| 59                  | James Knox          | AB                  |
| 60                  | Oscar Onley         | 16e                 |
| 61                  | Tom Pidcock         | 57e                 |
| 62                  | Jake Stewart        | AB                  |
| 63                  | Stephen Williams    | AB                  |
| 64                  | Adam Yates          | 30e                 |
| 65                  | Simon Yates         | 68e                 |

| Australie AUS | Australie AUS    | Australie AUS |
| ------------- | ---------------- | ------------- |
| Num           | Coureur          | Pos           |
| 66            | Chris Hamilton   | AB            |
| 67            | Jai Hindley      | 18e           |
| 68            | Michael Matthews | AB            |
| 69            | Ben O'Connor     | 2e            |
| 70            | Nick Schultz     | 46e           |
| 71            | Michael Storer   | AB            |
| 72            | Harry Sweeny     | AB            |
| 73            | Jay Vine         | AB            |

| Suisse SUI | Suisse SUI      | Suisse SUI |
| ---------- | --------------- | ---------- |
| Num        | Coureur         | Pos        |
| 74         | Silvan Dillier  | AB         |
| 75         | Marc Hirschi    | 6e         |
| 76         | Johan Jacobs    | AB         |
| 77         | Stefan Küng     | 37e        |
| 78         | Fabian Lienhard | AB         |
| 79         | Mauro Schmid    | AB         |

| États-Unis USA | États-Unis USA    | États-Unis USA |
| -------------- | ----------------- | -------------- |
| Num            | Coureur           | Pos            |
| 80             | Matteo Jorgenson  | 34e            |
| 81             | Brandon McNulty   | 17e            |
| 82             | Neilson Powless   | 39e            |
| 83             | Riley Sheehan     | AB             |
| 84             | Magnus Sheffield  | 47e            |
| 85             | Quinn Simmons     | 9e             |
| 86             | Kevin Vermaerke   | 19e            |
| 87             | Lawrence Warbasse | 70e            |

| Colombie COL | Colombie COL      | Colombie COL |
| ------------ | ----------------- | ------------ |
| Num          | Coureur           | Pos          |
| 88           | Santiago Buitrago | AB           |
| 89           | Daniel Martínez   | 60e          |
| 90           | Einer Rubio       | 79e          |
| 91           | Harold Tejada     | 40e          |
| 92           | Walter Vargas     | AB           |

| Norvège NOR | Norvège NOR            | Norvège NOR |
| ----------- | ---------------------- | ----------- |
| Num         | Coureur                | Pos         |
| 93          | Jonas Abrahamsen       | AB          |
| 94          | Tobias Foss            | AB          |
| 95          | Markus Hoelgaard       | 14e         |
| 96          | Tobias Johannessen     | 41e         |
| 97          | Andreas Leknessund     | 75e         |
| 98          | Johannes Staune-Mittet | 56e         |

| Allemagne GER | Allemagne GER         | Allemagne GER |
| ------------- | --------------------- | ------------- |
| Num           | Coureur               | Pos           |
| 99            | Marco Brenner         | AB            |
| 100           | Simon Geschke         | 36e           |
| 101           | Florian Lipowitz      | 28e           |
| 102           | Maximilian Schachmann | AB            |
| 103           | Georg Steinhauser     | 50e           |
| 104           | Georg Zimmermann      | 15e           |

| Équateur ECU | Équateur ECU     | Équateur ECU |
| ------------ | ---------------- | ------------ |
| Num          | Coureur          | Pos          |
| 105          | Jonathan Caicedo | AB           |
| 107          | Alexander Cepeda | AB           |

| Érythrée ERI | Érythrée ERI            | Érythrée ERI |
| ------------ | ----------------------- | ------------ |
| Num          | Coureur                 | Pos          |
| 108          | Amanuel Ghebreigzabhier | AB           |
| 109          | Biniam Girmay           | AB           |
| 110          | Henok Mulubrhan         | AB           |
| 111          | Natnael Tesfatsion      | 53e          |
| 112          | Dawit Yemane            | AB           |

| Nouvelle-Zélande NZL | Nouvelle-Zélande NZL | Nouvelle-Zélande NZL |
| -------------------- | -------------------- | -------------------- |
| Num                  | Coureur              | Pos                  |
| 113                  | George Bennett       | AB                   |
| 114                  | Finn Fisher-Black    | AB                   |
| 115                  | Reuben Thompson      | 73e                  |

| Portugal POR | Portugal POR    | Portugal POR |
| ------------ | --------------- | ------------ |
| Num          | Coureur         | Pos          |
| 116          | Ivo Oliveira    | AB           |
| 117          | Rui Oliveira    | AB           |
| 118          | Rui Costa       | 42e          |
| 119          | Nélson Oliveira | 55e          |
| 120          | Afonso Eulálio  | AB           |
| 121          | João Almeida    | AB           |

| Athlètes individuels neutres AIN | Athlètes individuels neutres AIN | Athlètes individuels neutres AIN |
| -------------------------------- | -------------------------------- | -------------------------------- |
| Num                              | Coureur                          | Pos                              |
| 122                              | Aleksandr Vlasov                 | 32e                              |

| Irlande IRL | Irlande IRL   | Irlande IRL |
| ----------- | ------------- | ----------- |
| Num         | Coureur       | Pos         |
| 123         | Eddie Dunbar  | 67e         |
| 124         | Ben Healy     | 7e          |
| 125         | Conn McDunphy | AB          |
| 126         | Archie Ryan   | 21e         |

| Autriche AUT | Autriche AUT          | Autriche AUT |
| ------------ | --------------------- | ------------ |
| Num          | Coureur               | Pos          |
| 127          | Tobias Bayer          | AB           |
| 128          | Felix Gall            | AB           |
| 129          | Michael Gogl          | AB           |
| 130          | Felix Großschartner   | 29e          |
| 131          | Sebastian Schönberger | 76e          |
| 132          | Emanuel Zangerle      | AB           |

| Tchéquie CZE | Tchéquie CZE    | Tchéquie CZE |
| ------------ | --------------- | ------------ |
| Num          | Coureur         | Pos          |
| 133          | Michael Boroš   | AB           |
| 134          | Jakub Otruba    | AB           |
| 135          | Michal Schlegel | AB           |
| 136          | Mathias Vacek   | 20e          |

| Canada CAN | Canada CAN       | Canada CAN |
| ---------- | ---------------- | ---------- |
| Num        | Coureur          | Pos        |
| 137        | Guillaume Boivin | AB         |
| 138        | Pier-André Côté  | 44e        |
| 139        | Derek Gee        | AB         |
| 140        | Michael Woods    | 54e        |

| Lettonie LAT | Lettonie LAT    | Lettonie LAT |
| ------------ | --------------- | ------------ |
| Num          | Coureur         | Pos          |
| 141          | Alekss Krasts   | AB           |
| 142          | Emīls Liepiņš   | AB           |
| 143          | Krists Neilands | 71e          |
| 144          | Toms Skujiņš    | 4e           |

| Kazakhstan KAZ | Kazakhstan KAZ   | Kazakhstan KAZ |
| -------------- | ---------------- | -------------- |
| Num            | Coureur          | Pos            |
| 145            | Gleb Brussenskiy | AB             |
| 146            | Igor Chzhan      | AB             |
| 147            | Yevgeniy Fedorov | AB             |
| 148            | Anton Kuzmin     | AB             |

| Pologne POL | Pologne POL      | Pologne POL |
| ----------- | ---------------- | ----------- |
| Num         | Coureur          | Pos         |
| 149         | Marcin Budziński | AB          |
| 150         | Filip Maciejuk   | AB          |
| 151         | Łukasz Owsian    | 77e         |
| 152         | Piotr Pękala     | AB          |

| Venezuela VEN | Venezuela VEN     | Venezuela VEN |
| ------------- | ----------------- | ------------- |
| Num           | Coureur           | Pos           |
| 153           | Leangel Linarez   | AB            |
| 154           | Anderson Paredes  | AB            |
| 155           | Francisco Peñuela | AB            |

| Hongrie HUN | Hongrie HUN   | Hongrie HUN |
| ----------- | ------------- | ----------- |
| Num         | Coureur       | Pos         |
| 156         | Márton Dina   | 78e         |
| 157         | Erik Fetter   | AB          |
| 158         | Attila Valter | 27e         |

| Mexique MEX | Mexique MEX     | Mexique MEX |
| ----------- | --------------- | ----------- |
| Num         | Coureur         | Pos         |
| 159         | Edgar Cadena    | 74e         |
| 160         | Ulises Castillo | AB          |
| 161         | Miguel Díaz     | AB          |
| 162         | Eder Frayre     | AB          |

| Uruguay URU | Uruguay URU   | Uruguay URU |
| ----------- | ------------- | ----------- |
| Num         | Coureur       | Pos         |
| 163         | Eric Fagúndez | 81e         |
| 164         | Thomas Silva  | 80e         |

| Luxembourg LUX | Luxembourg LUX | Luxembourg LUX |
| -------------- | -------------- | -------------- |
| Num            | Coureur        | Pos            |
| 165            | Kevin Geniets  | AB             |
| 166            | Bob Jungels    | 65e            |
| 167            | Michel Ries    | AB             |
| 168            | Luc Wirtgen    | AB             |

| Algérie ALG | Algérie ALG    | Algérie ALG |
| ----------- | -------------- | ----------- |
| Num         | Coureur        | Pos         |
| 169         | Hamza Mansouri | AB          |

| Estonie EST | Estonie EST   | Estonie EST |
| ----------- | ------------- | ----------- |
| Num         | Coureur       | Pos         |
| 170         | Madis Mihkels | AB          |
| 171         | Markus Pajur  | AB          |

| Maurice MRI | Maurice MRI     | Maurice MRI |
| ----------- | --------------- | ----------- |
| Num         | Coureur         | Pos         |
| 172         | Alexandre Mayer | AB          |

| Afrique du Sud RSA | Afrique du Sud RSA | Afrique du Sud RSA |
| ------------------ | ------------------ | ------------------ |
| Num                | Coureur            | Pos                |
| 173                | Louis Meintjes     | AB                 |
| 174                | Callum Ormiston    | AB                 |

| Mongolie MGL | Mongolie MGL          | Mongolie MGL |
| ------------ | --------------------- | ------------ |
| Num          | Coureur               | Pos          |
| 176          | Jambaljamts Sainbayar | AB           |

| Japon JPN | Japon JPN       | Japon JPN |
| --------- | --------------- | --------- |
| Num       | Coureur         | Pos       |
| 177       | Yukiya Arashiro | AB        |

| Slovaquie SVK | Slovaquie SVK | Slovaquie SVK |
| ------------- | ------------- | ------------- |
| Num           | Coureur       | Pos           |
| 178           | Lukáš Kubiš   | 72e           |

| Chine CHN | Chine CHN    | Chine CHN |
| --------- | ------------ | --------- |
| Num       | Coureur      | Pos       |
| 179       | Lyu Xianjing | AB        |

| Panama PAN | Panama PAN       | Panama PAN |
| ---------- | ---------------- | ---------- |
| Num        | Coureur          | Pos        |
| 180        | Roberto González | AB         |

| Ouzbekistan UZB | Ouzbekistan UZB  | Ouzbekistan UZB |
| --------------- | ---------------- | --------------- |
| Num             | Coureur          | Pos             |
| 181             | Dmitriy Bocharov | AB              |

| Grèce GRE | Grèce GRE      | Grèce GRE |
| --------- | -------------- | --------- |
| Num       | Coureur        | Pos       |
| 182       | Periklís Ilías | AB        |

| Brésil BRA | Brésil BRA      | Brésil BRA |
| ---------- | --------------- | ---------- |
| Num        | Coureur         | Pos        |
| 183        | Armando Camargo | AB         |

| Israël ISR | Israël ISR     | Israël ISR |
| ---------- | -------------- | ---------- |
| Num        | Coureur        | Pos        |
| 184        | Nadav Raisberg | AB         |

| Thaïlande THA | Thaïlande THA     | Thaïlande THA |
| ------------- | ----------------- | ------------- |
| Num           | Coureur           | Pos           |
| 185           | Tullatorn Sosalam | AB            |

| Suède SWE | Suède SWE      | Suède SWE |
| --------- | -------------- | --------- |
| Num       | Coureur        | Pos       |
| 186       | Lucas Eriksson | AB        |

| Chili CHI | Chili CHI      | Chili CHI |
| --------- | -------------- | --------- |
| Num       | Coureur        | Pos       |
| 187       | Carlos Oyarzún | AB        |

| Bermudes BER | Bermudes BER  | Bermudes BER |
| ------------ | ------------- | ------------ |
| Num          | Coureur       | Pos          |
| 188          | Kaden Hopkins | AB           |

| Guatemala GUA | Guatemala GUA | Guatemala GUA |
| ------------- | ------------- | ------------- |
| Num           | Coureur       | Pos           |
| 189           | Sergio Chumil | AB            |

| Roumanie ROM | Roumanie ROM   | Roumanie ROM |
| ------------ | -------------- | ------------ |
| Num          | Coureur        | Pos          |
| 190          | Iustin Văidian | AB           |

| Honduras HON | Honduras HON | Honduras HON |
| ------------ | ------------ | ------------ |
| Num          | Coureur      | Pos          |
| 191          | Fredd Matute | AB           |

| Belize BIZ | Belize BIZ    | Belize BIZ |
| ---------- | ------------- | ---------- |
| Num        | Coureur       | Pos        |
| 192        | Cory Williams | AB         |

| Monaco MON | Monaco MON         | Monaco MON |
| ---------- | ------------------ | ---------- |
| Num        | Coureur            | Pos        |
| 193        | Victor Langellotti | AB         |

| Réfugiés REF | Réfugiés REF | Réfugiés REF |
| ------------ | ------------ | ------------ |
| Num          | Coureur      | Pos          |
| 194          | Amir Ansari  | AB           |
| 195          | Ahmad Wais   | AB           |

| Vatican VAT | Vatican VAT     | Vatican VAT |
| ----------- | --------------- | ----------- |
| Num         | Coureur         | Pos         |
| 196         | Rien Schuurhuis | AB          |

| Qatar QAT | Qatar QAT        | Qatar QAT |
| --------- | ---------------- | --------- |
| Num       | Coureur          | Pos       |
| 197       | Fadhel Al Khater | AB        |

| Malte MLT | Malte MLT     | Malte MLT |
| --------- | ------------- | --------- |
| Num       | Coureur       | Pos       |
| 201       | Andrea Mifsud | AB        |

| Pays-Bas NED | Pays-Bas NED         | Pays-Bas NED |
| ------------ | -------------------- | ------------ |
| Num          | Coureur              | Pos          |
| 1            | Mathieu van der Poel | 3e           |
| 2            | Sjoerd Bax           | AB           |
| 3            | Daan Hoole           | AB           |
| 4            | Wilco Kelderman      | 31e          |
| 5            | Bart Lemmen          | AB           |
| 6            | Bauke Mollema        | 12e          |
| 7            | Sam Oomen            | 49e          |
| 8            | Oscar Riesebeek      | AB           |
| 9            | Frank van den Broek  | AB           |

| Belgique BEL | Belgique BEL       | Belgique BEL |
| ------------ | ------------------ | ------------ |
| Num          | Coureur            | Pos          |
| 10           | Remco Evenepoel    | 5e           |
| 11           | Tiesj Benoot       | AB           |
| 12           | Victor Campenaerts | AB           |
| 13           | Laurens De Plus    | AB           |
| 14           | Quinten Hermans    | AB           |
| 15           | Jasper Stuyven     | AB           |
| 16           | Maxim Van Gils     | 51e          |
| 17           | Tim Wellens        | AB           |

| Slovénie SLO | Slovénie SLO   | Slovénie SLO |
| ------------ | -------------- | ------------ |
| Num          | Coureur        | Pos          |
| 18           | Matevž Govekar | AB           |
| 19           | Luka Mezgec    | AB           |
| 20           | Matic Žumer    | AB           |
| 21           | Domen Novak    | AB           |
| 22           | Tadej Pogačar  | 1er          |
| 23           | Jaka Primožič  | AB           |
| 24           | Primož Roglič  | 64e          |
| 25           | Jan Tratnik    | AB           |

| Espagne ESP | Espagne ESP      | Espagne ESP |
| ----------- | ---------------- | ----------- |
| Num         | Coureur          | Pos         |
| 26          | Roger Adrià      | 11e         |
| 27          | Alex Aranburu    | 58e         |
| 28          | Juan Ayuso       | 26e         |
| 29          | Pello Bilbao     | AB          |
| 30          | Pablo Castrillo  | 62e         |
| 31          | Mikel Landa      | AB          |
| 32          | Enric Mas        | 8e          |
| 33          | Carlos Rodríguez | 59e         |

| Italie ITA | Italie ITA        | Italie ITA |
| ---------- | ----------------- | ---------- |
| Num        | Coureur           | Pos        |
| 34         | Andrea Bagioli    | AB         |
| 35         | Mattia Cattaneo   | 63e        |
| 36         | Giulio Ciccone    | 25e        |
| 37         | Lorenzo Rota      | 43e        |
| 38         | Antonio Tiberi    | 69e        |
| 39         | Diego Ulissi      | 48e        |
| 40         | Edoardo Zambanini | 45e        |
| 41         | Filippo Zana      | 66e        |

| Danemark DEN | Danemark DEN        | Danemark DEN |
| ------------ | ------------------- | ------------ |
| Num          | Coureur             | Pos          |
| 42           | Jakob Fuglsang      | AB           |
| 43           | Mikkel Honoré       | 52e          |
| 44           | Mattias Skjelmose   | AB           |
| 45           | Kasper Asgreen      | AB           |
| 46           | Magnus Cort Nielsen | 24e          |
| 47           | Mads Pedersen       | 13e          |
| 48           | Michael Valgren     | AB           |
| 49           | Frederik Wandahl    | 23e          |

| France FRA | France FRA         | France FRA |
| ---------- | ------------------ | ---------- |
| Num        | Coureur            | Pos        |
| 50         | Julian Alaphilippe | AB         |
| 51         | Romain Bardet      | 10e        |
| 52         | Julien Bernard     | AB         |
| 53         | David Gaudu        | 33e        |
| 54         | Romain Grégoire    | 38e        |
| 55         | Valentin Madouas   | 22e        |
| 56         | Rudy Molard        | 61e        |
| 57         | Pavel Sivakov      | 35e        |

| Grande-Bretagne GBR | Grande-Bretagne GBR | Grande-Bretagne GBR |
| ------------------- | ------------------- | ------------------- |
| Num                 | Coureur             | Pos                 |
| 58                  | Mark Donovan        | AB                  |
| 59                  | James Knox          | AB                  |
| 60                  | Oscar Onley         | 16e                 |
| 61                  | Tom Pidcock         | 57e                 |
| 62                  | Jake Stewart        | AB                  |
| 63                  | Stephen Williams    | AB                  |
| 64                  | Adam Yates          | 30e                 |
| 65                  | Simon Yates         | 68e                 |

| Australie AUS | Australie AUS    | Australie AUS |
| ------------- | ---------------- | ------------- |
| Num           | Coureur          | Pos           |
| 66            | Chris Hamilton   | AB            |
| 67            | Jai Hindley      | 18e           |
| 68            | Michael Matthews | AB            |
| 69            | Ben O'Connor     | 2e            |
| 70            | Nick Schultz     | 46e           |
| 71            | Michael Storer   | AB            |
| 72            | Harry Sweeny     | AB            |
| 73            | Jay Vine         | AB            |

| Suisse SUI | Suisse SUI      | Suisse SUI |
| ---------- | --------------- | ---------- |
| Num        | Coureur         | Pos        |
| 74         | Silvan Dillier  | AB         |
| 75         | Marc Hirschi    | 6e         |
| 76         | Johan Jacobs    | AB         |
| 77         | Stefan Küng     | 37e        |
| 78         | Fabian Lienhard | AB         |
| 79         | Mauro Schmid    | AB         |

| États-Unis USA | États-Unis USA    | États-Unis USA |
| -------------- | ----------------- | -------------- |
| Num            | Coureur           | Pos            |
| 80             | Matteo Jorgenson  | 34e            |
| 81             | Brandon McNulty   | 17e            |
| 82             | Neilson Powless   | 39e            |
| 83             | Riley Sheehan     | AB             |
| 84             | Magnus Sheffield  | 47e            |
| 85             | Quinn Simmons     | 9e             |
| 86             | Kevin Vermaerke   | 19e            |
| 87             | Lawrence Warbasse | 70e            |

| Colombie COL | Colombie COL      | Colombie COL |
| ------------ | ----------------- | ------------ |
| Num          | Coureur           | Pos          |
| 88           | Santiago Buitrago | AB           |
| 89           | Daniel Martínez   | 60e          |
| 90           | Einer Rubio       | 79e          |
| 91           | Harold Tejada     | 40e          |
| 92           | Walter Vargas     | AB           |

| Norvège NOR | Norvège NOR            | Norvège NOR |
| ----------- | ---------------------- | ----------- |
| Num         | Coureur                | Pos         |
| 93          | Jonas Abrahamsen       | AB          |
| 94          | Tobias Foss            | AB          |
| 95          | Markus Hoelgaard       | 14e         |
| 96          | Tobias Johannessen     | 41e         |
| 97          | Andreas Leknessund     | 75e         |
| 98          | Johannes Staune-Mittet | 56e         |

| Allemagne GER | Allemagne GER         | Allemagne GER |
| ------------- | --------------------- | ------------- |
| Num           | Coureur               | Pos           |
| 99            | Marco Brenner         | AB            |
| 100           | Simon Geschke         | 36e           |
| 101           | Florian Lipowitz      | 28e           |
| 102           | Maximilian Schachmann | AB            |
| 103           | Georg Steinhauser     | 50e           |
| 104           | Georg Zimmermann      | 15e           |

| Équateur ECU | Équateur ECU     | Équateur ECU |
| ------------ | ---------------- | ------------ |
| Num          | Coureur          | Pos          |
| 105          | Jonathan Caicedo | AB           |
| 107          | Alexander Cepeda | AB           |

| Érythrée ERI | Érythrée ERI            | Érythrée ERI |
| ------------ | ----------------------- | ------------ |
| Num          | Coureur                 | Pos          |
| 108          | Amanuel Ghebreigzabhier | AB           |
| 109          | Biniam Girmay           | AB           |
| 110          | Henok Mulubrhan         | AB           |
| 111          | Natnael Tesfatsion      | 53e          |
| 112          | Dawit Yemane            | AB           |

| Nouvelle-Zélande NZL | Nouvelle-Zélande NZL | Nouvelle-Zélande NZL |
| -------------------- | -------------------- | -------------------- |
| Num                  | Coureur              | Pos                  |
| 113                  | George Bennett       | AB                   |
| 114                  | Finn Fisher-Black    | AB                   |
| 115                  | Reuben Thompson      | 73e                  |

| Portugal POR | Portugal POR    | Portugal POR |
| ------------ | --------------- | ------------ |
| Num          | Coureur         | Pos          |
| 116          | Ivo Oliveira    | AB           |
| 117          | Rui Oliveira    | AB           |
| 118          | Rui Costa       | 42e          |
| 119          | Nélson Oliveira | 55e          |
| 120          | Afonso Eulálio  | AB           |
| 121          | João Almeida    | AB           |

| Athlètes individuels neutres AIN | Athlètes individuels neutres AIN | Athlètes individuels neutres AIN |
| -------------------------------- | -------------------------------- | -------------------------------- |
| Num                              | Coureur                          | Pos                              |
| 122                              | Aleksandr Vlasov                 | 32e                              |

| Irlande IRL | Irlande IRL   | Irlande IRL |
| ----------- | ------------- | ----------- |
| Num         | Coureur       | Pos         |
| 123         | Eddie Dunbar  | 67e         |
| 124         | Ben Healy     | 7e          |
| 125         | Conn McDunphy | AB          |
| 126         | Archie Ryan   | 21e         |

| Autriche AUT | Autriche AUT          | Autriche AUT |
| ------------ | --------------------- | ------------ |
| Num          | Coureur               | Pos          |
| 127          | Tobias Bayer          | AB           |
| 128          | Felix Gall            | AB           |
| 129          | Michael Gogl          | AB           |
| 130          | Felix Großschartner   | 29e          |
| 131          | Sebastian Schönberger | 76e          |
| 132          | Emanuel Zangerle      | AB           |

| Tchéquie CZE | Tchéquie CZE    | Tchéquie CZE |
| ------------ | --------------- | ------------ |
| Num          | Coureur         | Pos          |
| 133          | Michael Boroš   | AB           |
| 134          | Jakub Otruba    | AB           |
| 135          | Michal Schlegel | AB           |
| 136          | Mathias Vacek   | 20e          |

| Canada CAN | Canada CAN       | Canada CAN |
| ---------- | ---------------- | ---------- |
| Num        | Coureur          | Pos        |
| 137        | Guillaume Boivin | AB         |
| 138        | Pier-André Côté  | 44e        |
| 139        | Derek Gee        | AB         |
| 140        | Michael Woods    | 54e        |

| Lettonie LAT | Lettonie LAT    | Lettonie LAT |
| ------------ | --------------- | ------------ |
| Num          | Coureur         | Pos          |
| 141          | Alekss Krasts   | AB           |
| 142          | Emīls Liepiņš   | AB           |
| 143          | Krists Neilands | 71e          |
| 144          | Toms Skujiņš    | 4e           |

| Kazakhstan KAZ | Kazakhstan KAZ   | Kazakhstan KAZ |
| -------------- | ---------------- | -------------- |
| Num            | Coureur          | Pos            |
| 145            | Gleb Brussenskiy | AB             |
| 146            | Igor Chzhan      | AB             |
| 147            | Yevgeniy Fedorov | AB             |
| 148            | Anton Kuzmin     | AB             |

| Pologne POL | Pologne POL      | Pologne POL |
| ----------- | ---------------- | ----------- |
| Num         | Coureur          | Pos         |
| 149         | Marcin Budziński | AB          |
| 150         | Filip Maciejuk   | AB          |
| 151         | Łukasz Owsian    | 77e         |
| 152         | Piotr Pękala     | AB          |

| Venezuela VEN | Venezuela VEN     | Venezuela VEN |
| ------------- | ----------------- | ------------- |
| Num           | Coureur           | Pos           |
| 153           | Leangel Linarez   | AB            |
| 154           | Anderson Paredes  | AB            |
| 155           | Francisco Peñuela | AB            |

| Hongrie HUN | Hongrie HUN   | Hongrie HUN |
| ----------- | ------------- | ----------- |
| Num         | Coureur       | Pos         |
| 156         | Márton Dina   | 78e         |
| 157         | Erik Fetter   | AB          |
| 158         | Attila Valter | 27e         |

| Mexique MEX | Mexique MEX     | Mexique MEX |
| ----------- | --------------- | ----------- |
| Num         | Coureur         | Pos         |
| 159         | Edgar Cadena    | 74e         |
| 160         | Ulises Castillo | AB          |
| 161         | Miguel Díaz     | AB          |
| 162         | Eder Frayre     | AB          |

| Uruguay URU | Uruguay URU   | Uruguay URU |
| ----------- | ------------- | ----------- |
| Num         | Coureur       | Pos         |
| 163         | Eric Fagúndez | 81e         |
| 164         | Thomas Silva  | 80e         |

| Luxembourg LUX | Luxembourg LUX | Luxembourg LUX |
| -------------- | -------------- | -------------- |
| Num            | Coureur        | Pos            |
| 165            | Kevin Geniets  | AB             |
| 166            | Bob Jungels    | 65e            |
| 167            | Michel Ries    | AB             |
| 168            | Luc Wirtgen    | AB             |

| Algérie ALG | Algérie ALG    | Algérie ALG |
| ----------- | -------------- | ----------- |
| Num         | Coureur        | Pos         |
| 169         | Hamza Mansouri | AB          |

| Estonie EST | Estonie EST   | Estonie EST |
| ----------- | ------------- | ----------- |
| Num         | Coureur       | Pos         |
| 170         | Madis Mihkels | AB          |
| 171         | Markus Pajur  | AB          |

| Maurice MRI | Maurice MRI     | Maurice MRI |
| ----------- | --------------- | ----------- |
| Num         | Coureur         | Pos         |
| 172         | Alexandre Mayer | AB          |

| Afrique du Sud RSA | Afrique du Sud RSA | Afrique du Sud RSA |
| ------------------ | ------------------ | ------------------ |
| Num                | Coureur            | Pos                |
| 173                | Louis Meintjes     | AB                 |
| 174                | Callum Ormiston    | AB                 |

| Mongolie MGL | Mongolie MGL          | Mongolie MGL |
| ------------ | --------------------- | ------------ |
| Num          | Coureur               | Pos          |
| 176          | Jambaljamts Sainbayar | AB           |

| Japon JPN | Japon JPN       | Japon JPN |
| --------- | --------------- | --------- |
| Num       | Coureur         | Pos       |
| 177       | Yukiya Arashiro | AB        |

| Slovaquie SVK | Slovaquie SVK | Slovaquie SVK |
| ------------- | ------------- | ------------- |
| Num           | Coureur       | Pos           |
| 178           | Lukáš Kubiš   | 72e           |

| Chine CHN | Chine CHN    | Chine CHN |
| --------- | ------------ | --------- |
| Num       | Coureur      | Pos       |
| 179       | Lyu Xianjing | AB        |

| Panama PAN | Panama PAN       | Panama PAN |
| ---------- | ---------------- | ---------- |
| Num        | Coureur          | Pos        |
| 180        | Roberto González | AB         |

| Ouzbekistan UZB | Ouzbekistan UZB  | Ouzbekistan UZB |
| --------------- | ---------------- | --------------- |
| Num             | Coureur          | Pos             |
| 181             | Dmitriy Bocharov | AB              |

| Grèce GRE | Grèce GRE      | Grèce GRE |
| --------- | -------------- | --------- |
| Num       | Coureur        | Pos       |
| 182       | Periklís Ilías | AB        |

| Brésil BRA | Brésil BRA      | Brésil BRA |
| ---------- | --------------- | ---------- |
| Num        | Coureur         | Pos        |
| 183        | Armando Camargo | AB         |

| Israël ISR | Israël ISR     | Israël ISR |
| ---------- | -------------- | ---------- |
| Num        | Coureur        | Pos        |
| 184        | Nadav Raisberg | AB         |

| Thaïlande THA | Thaïlande THA     | Thaïlande THA |
| ------------- | ----------------- | ------------- |
| Num           | Coureur           | Pos           |
| 185           | Tullatorn Sosalam | AB            |

| Suède SWE | Suède SWE      | Suède SWE |
| --------- | -------------- | --------- |
| Num       | Coureur        | Pos       |
| 186       | Lucas Eriksson | AB        |

| Chili CHI | Chili CHI      | Chili CHI |
| --------- | -------------- | --------- |
| Num       | Coureur        | Pos       |
| 187       | Carlos Oyarzún | AB        |

| Bermudes BER | Bermudes BER  | Bermudes BER |
| ------------ | ------------- | ------------ |
| Num          | Coureur       | Pos          |
| 188          | Kaden Hopkins | AB           |

| Guatemala GUA | Guatemala GUA | Guatemala GUA |
| ------------- | ------------- | ------------- |
| Num           | Coureur       | Pos           |
| 189           | Sergio Chumil | AB            |

| Roumanie ROM | Roumanie ROM   | Roumanie ROM |
| ------------ | -------------- | ------------ |
| Num          | Coureur        | Pos          |
| 190          | Iustin Văidian | AB           |

| Honduras HON | Honduras HON | Honduras HON |
| ------------ | ------------ | ------------ |
| Num          | Coureur      | Pos          |
| 191          | Fredd Matute | AB           |

| Belize BIZ | Belize BIZ    | Belize BIZ |
| ---------- | ------------- | ---------- |
| Num        | Coureur       | Pos        |
| 192        | Cory Williams | AB         |

| Monaco MON | Monaco MON         | Monaco MON |
| ---------- | ------------------ | ---------- |
| Num        | Coureur            | Pos        |
| 193        | Victor Langellotti | AB         |

| Réfugiés REF | Réfugiés REF | Réfugiés REF |
| ------------ | ------------ | ------------ |
| Num          | Coureur      | Pos          |
| 194          | Amir Ansari  | AB           |
| 195          | Ahmad Wais   | AB           |

| Vatican VAT | Vatican VAT     | Vatican VAT |
| ----------- | --------------- | ----------- |
| Num         | Coureur         | Pos         |
| 196         | Rien Schuurhuis | AB          |

| Qatar QAT | Qatar QAT        | Qatar QAT |
| --------- | ---------------- | --------- |
| Num       | Coureur          | Pos       |
| 197       | Fadhel Al Khater | AB        |

| Malte MLT | Malte MLT     | Malte MLT |
| --------- | ------------- | --------- |
| Num       | Coureur       | Pos       |
| 201       | Andrea Mifsud | AB        |